# 阿辛尼奧·艾利高

艾利高（Arsenio Erico，1915年3月30日—1977年7月23日），全名為阿辛尼奧·艾利高，是巴拉圭的足球運動員，位置為前鋒。

## 生涯

### 球員生涯
艾利高出生在巴拉圭亞松森，於國民隊開始他的職業生涯，15歲亮相於一線隊。
早在1930年的，埃里科是巴拉圭紅十字會足球隊的成員，在阿根廷作為巡迴演出。由於他在友誼賽中他的良好表現，獨立簽下他。他在獨立首次亮相於1934年5月5日，展示他的綽號為什麼叫red jumper。1938年世界杯足球賽之前艾利高被提供了一個奢侈的數額的金錢代表阿根廷國家足球隊，但他拒絕了，贏得了普遍讚揚阿根廷公眾對其忠於他的原籍國。此後不久，然而，艾利高受到感染，導致長期缺陣。然後在1935年，他兩次骨折，他的胳膊。在他恢復後，繼續他的才華，協助獨立奪得1938年和1939年聯賽冠軍。後來，他加盟了荷拉崗，他只打了7場及於1947年退役。
艾利高是聯賽神射手三連冠：1937年（47球），1938（43）和1939（40）。 1938年，一個阿根廷煙草公司提供的獎金給予取得43球的球員（在提及該公司的產品，是捲菸品牌“Cigarrillos 43”）。由於距還有兩場比賽，艾利高已經達到目標，後來承認故意錯過了入球，以贏得該獎項。這意味著，艾利高可以超越自己在阿根廷建立射入293球的紀錄。
埃里科從來沒有代表國家隊打過正式比賽，但他令人難以置信的在1933年和1934年26場非正式比賽中取得56球。

### 教練生涯
艾利高擔任了短時間的教練，短暫執教國民隊及美洲太陽，他更帶領後者獲得1957年巴拉圭聯賽亞軍。

## 影響
艾利高激勵阿根廷球員迪史堤芬奴，認為他是一個有史以來最偉大的球員。其他的像巴西前鋒李安尼達斯和巴拉圭前鋒卡沙利斯還認為艾利高是歷史上最好的球員之一。阿根廷前鋒Varallo記得艾利高一個“現象”，由於他擅長頭高跳躍，所以成為得分王。
國民隊球場是他的名字命名，和巴拉圭國家隊的體育場及獨立主場。 他於1977年7月23日離世。

## 生涯數據

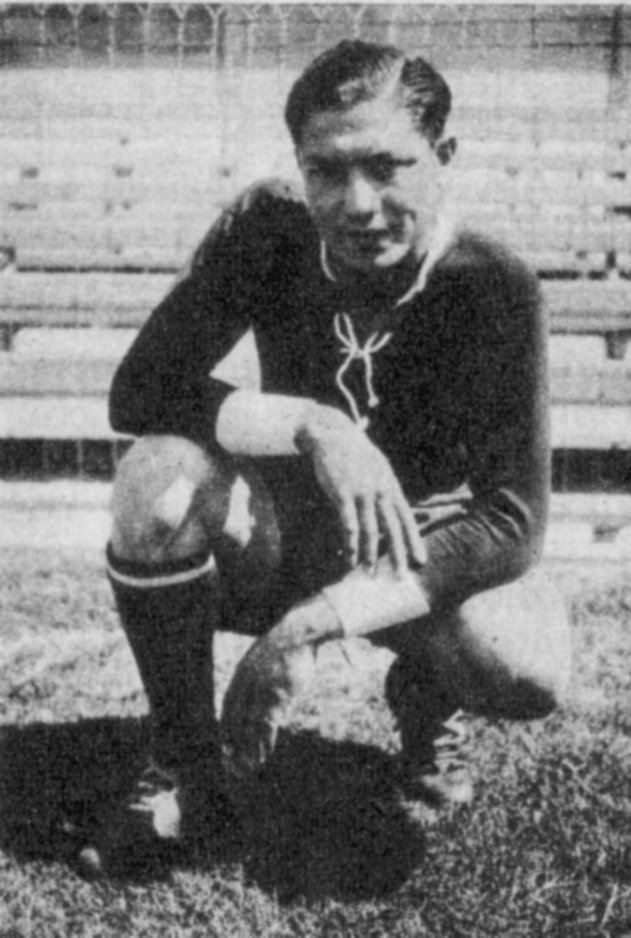
Arsenio at El Gráfico magazine, June of 1969

| 年份 | 上陣 | 入球 | 球隊   |
| ---- | ---- | ---- | ------ |
| 1934 | 21   | 12   | 獨立   |
| 1935 | 18   | 22   |        |
| 1936 | 26   | 21   |        |
| 1937 | 34   | 47   |        |
| 1938 | 30   | 43   |        |
| 1939 | 32   | 40   |        |
| 1940 | 30   | 29   |        |
| 1941 | 27   | 26   |        |
| 1942 | 3    | 0    |        |
| 1943 | 29   | 17   |        |
| 1944 | 26   | 12   |        |
| 1945 | 30   | 20   |        |
| 1946 | 19   | 4    |        |
| 1947 | 7    | 0    | 荷拉崗 |
| 合共 | 332  | 293  | -      |